# Nomada dentariae
Nomada dentariae är en biart som först beskrevs av Robertson 1903.  Nomada dentariae ingår i släktet gökbin, och familjen långtungebin. Inga underarter finns listade i Catalogue of Life.